# Erotesis baltica
Erotesis baltica is een schietmot uit de familie Leptoceridae. De soort komt voor in het Palearctisch gebied.